# Шайдуровський
Шайдуровський (рос. Шайдуровский) — селище у Ординському районі Новосибірської області Російської Федерації.
Входить до складу муніципального утворення Шайдуровська сільрада. Населення становить 487 осіб (2017).

## Історія
Згідно із законом від 2 червня 2004 року органом місцевого самоврядування є Шайдуровська сільрада.

## Населення
| 2002 | 2007 | 2010 | 2012 | 2013 | 2014 | 2015 |
| ---- | ---- | ---- | ---- | ---- | ---- | ---- |
| 568  | ↗593 | ↘512 | ↗523 | ↗530 | ↘521 | ↘506 |
| 2016 | 2017 |      |      |      |      |      |
| ↘489 | ↘487 |      |      |      |      |      |